# 1185

## أحداث
- تأسيس مدينة هارلم وتقع حاليا في هولندا.
- تأسيس مدينة سيرتوخيمبوس وتقع حاليا في هولندا.
- تأسيس مدينة فيليكو ترنوفو وتقع حاليا في بلغاريا.
- نهاية الحروب البيزنطية النورمانية في 1185 والتي بدأت في 1040.
- 25 أبريل - معركة دان نو أورا البحرية في اليابان التي انتصرت فيها عشيرة ميناموتو.

## مواليد
- عبد الملك بن عبد السلام اللمغاني - عالِم وفقيه بغدادي.

## وفيات
- أبو المعالي الجويني
- ابن طفيل
- وليم الصوري
- بلدوين الرابع